# Étienne-François Gebauer
Étienne-François Gebauer (Versailles, 1777 – Parijs, 1823) was een Frans componist en fluitist.

## Leven
Hij is een van de vier broers; Michel Joseph Gebauer (1763-1812), Pierre-Paul Gebauer en François René Gebauer (1773-1845), die alle gemusiceerd (ook samen in het kwartet) en gecomponeerd hebben. 
Hij speelde fluit in het orkest van de Parijse opera comique. Veel geprezen is zijn geschiktheid als bewerker of arrangeur van opera-melodieën voor verschillende blazersbezettingen.

## Composities

### Werken voor kamermuziek
- 1801 3 Duos op.24 voor twee fluiten
- 3 Duo's facile et brillante voor fluit en viool
- 3 Trio's pour instrumentes à vent voor klarinet, hoorn en fagot
- 12 Airs variée tirés des Mistères d’Isis voor klarninet, hoorn en fagot
- 12 Variations sur Que Ne Suis-Je la Fougère voor fluit solo
- Duo Concertante in c klein voor fluit en viool, op. 16, No. 3
- Quintet Nr.2 in Es-groot voor fluit, hobo, klarinet, hoorn en fagot

- Biblioteca Nacional de España: XX1639329
- Bibliothèque nationale de France: cb14793969z (data)
- Gemeinsame Normdatei: 116473088
- International Standard Name Identifier: 0000 0001 1625 4097
- Library of Congress Control Number: n84018469
- MusicBrainz: 1eccd902-264c-49b2-8aa5-e1ad12380fac
- Nationale Bibliotheek van Tsjechië: mzk2009521947
- Nationale Bibliotheek van Israël: 987007261522905171
- Nederlandse Thesaurus van Auteursnamen: 128189614
- Système universitaire de documentation: 176873570
- Virtual International Authority File: 39641037
- WorldCat: E39PBJqBtf6kTcmhjGXmVcctrq